# Kyselina pektinová
Kyselina pektinová (také kyselina polygalakturonová) je ve vodě rozpustná, průhledná gelovitá kyselina, která se vyskytuje ve zralém ovoci a v některých druzích zeleniny. Je produktem degradace pektinu v rostlinách, z něhož vzniká působením enzymu pektinázy.